# 蓝旗营镇
蓝旗营镇，是中华人民共和国河北省承德市兴隆县下辖的一个乡镇级行政单位。

## 行政区划
蓝旗营镇下辖以下地区：
东风村、大兰口村、开庄村、苇子峪村、马圈子村、佟家沟村、蓝旗营村、古儿石村、青杏沟村、西台子村、蛇皮村、大山村、杨树台村和榆树沟村。